# Havelberg
Havelberg, Hansestadt Havelberg (słowiański Hobolin lub Hawolin) – miasto w środkowych Niemczech, w kraju związkowym Saksonia-Anhalt, w powiecie Stendal, nad rzeką Hawelą. Miasto połączone z Łabą kanałem żeglownym.

## Historia
W 948 król Otton I Wielki, po ustanowieniu niemieckiej kontroli nad w większości słowiańskimi mieszkańcami okolicznych ziem, ustanowił w Havelbergu biskupstwo, co uznano za prowadzenie pracy misyjnej wśród Słowian. Jednak po śmierci Ottona I (973) i klęsce Ottona II w bitwie pod Krotoną, wybuchło w 983 powstanie Słowian, w trakcie którego miasto uległo zniszczeniu. Niemcy stracili wtedy znaczną część zdobytych terenów i zmuszeni byli wycofać się na zachód od Łaby.
W wyniku niemieckiej krucjaty w 1147 miasto ponownie przeszło pod panowanie niemieckie. W 1150 rozpoczęła się odbudowa katedry, a właściwie jej ponowna budowa w stylu romańskim, a sam kościół otrzymał charakter obronny. Konsekracja katedry nastąpiła w 1170. Prawa miejskie miasto otrzymało w 1160. Po pożarze w 1279 nastąpiła przebudowa katedry trwająca do 1330 w stylu gotyckim. Po reformacji w latach 1561-1571 miasto włączone zostało do Brandenburgii.
W latach 1917–1918 w miejskim obozie, a następnie obozach w Rastatt i Werl więzieni byli legioniści, przyszli generałowie WP:
- Janusz Głuchowski
- Jan Kołłątaj-Srzednicki
- Gustaw Orlicz-Dreszer
- Bolesław Ostrowski
- Mieczysław Ryś-Trojanowski

1 stycznia 2002 do miasta przyłączono gminy Jederitz, Nitzow i Vehlgast-Kümmernitz. 1 stycznia 2005 następne Garz, Kuhlhausen i Warnau.
Z Havelbergu pochodzi Annett Louisan, niemiecka piosenkarka.

## Współpraca
Miejscowości partnerskie:
- Francja: Saumur
- Dolna Saksonia: Verden (Aller)
- Anglia: Warwick